# Konstmästare
För andra betydelser, se Konstmästare (olika betydelser).
Konstmästare var en titel inom Bergskollegium för bergsmekaniker, som hade i uppdrag att anlägga och övervaka de mekaniska arbetena i en gruva, som då kallades "konster”. Speciellt var deras specialområde tekniska apparater, som användes för att hålla gruvor fria från vatten, som vattenhjul och pumpar, samt för att uppfordra malm. Kombinationer av vattenhjul, stånggångar, pumpverk och spel benämndes "storkonster".
Senare blev konstmästare synonymt med mekaniker, maskinkonstruktör, befästningskonstruktör och liknande och var inte specifikt kopplat till gruvdrift, men idag är begreppet föråldrat.